# Bodenseeschifferpatent

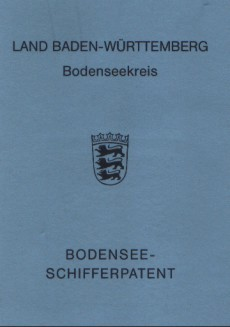
Deutsches Bodenseeschifferpatent

Bodenseeschifferpatent (BSP) ist die geläufige, in Deutschland auch offiziell verwendete Bezeichnung für die Berechtigung zum Führen eines patentpflichtigen Fahrzeuges auf dem Bodensee. In der Schweiz wird offiziell lediglich die Bezeichnung Schifferpatent verwendet, in Österreich mit dem Zusatz „für den Bodensee“. Patentpflichtig sind nach der von den drei Staaten gleichlautend erlassenen Verordnung über die Schifffahrt auf dem Bodensee Fahrzeuge mit Maschinenantrieb, deren Maschinenleistung 4,4 kW übersteigt, und Segelfahrzeuge mit mehr als 12 m² Segelfläche.
Das Bodenseeschifferpatent wird in Deutschland von den Ländern Baden-Württemberg und Bayern erteilt und kann prüfungsfrei in den amtlichen Sportbootführerschein Binnen umgeschrieben werden, der zum Befahren der Binnenwasserstraßen berechtigt. Rechtsgrundlage für das Patent ist § 3 der deutschen Verordnung des Verkehrsministeriums zur Einführung der Bodensee-Schifffahrts-Ordnung (EinfVO-BSO).
In der Schweiz dagegen wird von den Kantonen ein für alle Schweizer Gewässer gültiger Schiffsführerausweis ausgestellt, der auch als Schifferpatent auf dem Bodensee gilt.

## Kategorien
Das Schifferpatent wird in verschiedenen Kategorien erteilt:
- Kategorie A: für Fahrzeuge mit Maschinenantrieb über 4,4 kW (6 PS), soweit sie nicht unter die Kategorien B und C fallen
- Kategorie B: für Fahrgastschiffe
- Kategorie C: für Güterschiffe sowie schwimmende Geräte mit eigenem Antrieb
- Kategorie D: für Segelfahrzeuge mit einer Segelfläche über 12 m²
- Kategorie R: Erweiterung der Kategorie A für die Hochrheinstrecke

Der Führer eines Segelfahrzeuges mit einer Maschine von mehr als 4,4 kW Leistung muss Inhaber eines Patents der Kategorien A und D sein. Fahrgastschiffe, die für maximal 12 Personen zugelassen sind, können auch mit einem Schifferpatent der Kategorie A bzw. D geführt werden. Das Mindestalter hierfür ist 21 Jahre.

## Voraussetzungen
Der Inhaber eines Patents muss folgende Voraussetzungen erfüllen:
- Mindestalter:
  - Kategorie A: 18 Jahre
  - Kategorie B: 21 Jahre
  - Kategorie C: 21 Jahre
  - Kategorie D: 14 Jahre
  - Kategorie R: gültiges Schifferpatent der Kategorie A

- Eignung zum Schiffsführer, wozu die körperliche und geistige Befähigung, insbesondere auch geeignetes Seh-, Hör- und Farbunterscheidungsvermögen sowie die charakterliche Eignung zur Führung eines Schiffes zählen
- Bestehen der praktischen und theoretischen Prüfung

Für den Erwerb des Patents der Kategorien B oder C wird außerdem der Nachweis von Fahrzeiten auf entsprechenden Fahrzeugen verlangt, davon ein bestimmter Anteil auf dem Bodensee.

## Hochrhein
Zur Berechtigung der Führung von Fahrzeugen auf den Strecken des Hochrhein (von Stein am Rhein bis Schaffhausen) ist eine gesonderte theoretische und praktische Erweiterungsprüfung zum Bodenseeschifferpatent (Kategorie R) abzulegen.

## Prüfungen
- Deutschland: Die Prüfung zum Bodenseeschifferpatent muss vor dem Prüfungsausschuss bei einem der Landratsämter Konstanz, Bodenseekreis (Friedrichshafen) oder Lindau abgelegt werden. Hierzu muss sowohl eine theoretische Prüfung im Multiple-Choice-Verfahren als auch eine praktische Prüfung abgelegt werden. Besitzern des Sportbootführerscheins Binnen unter Segel oder des Sportküstenschifferscheins werden die praktische Segelprüfung und die Segelfragen der theoretischen Prüfung erlassen. Besitzern des Sportbootführerscheins Binnen (oder See) unter Motor wird die praktische Motorbootprüfung erlassen. Umgekehrt können Inhaber eines Bodenseeschifferpatents ohne weitere Prüfung einen entsprechenden Sportbootführerschein Binnen (gegen Gebühr) beantragen.
- Österreich: In Österreich wird die Prüfung bei der Bezirkshauptmannschaft Bregenz abgelegt.
- Schweiz: Der Schiffsführerausweis ist national identisch, entsprechend sind die Anforderungen schweizweit gleich. Es ist eine theoretische Prüfung im Multiple-Choice-Verfahren und eine praktische Prüfung auf dem Schiffstyp der Kategorie zu absolvieren, für die der Kandidat einen Ausweis erwerben will. Die Prüfungen werden von den kantonalen Schifffahrtsämtern abgenommen. Wird die Prüfung nicht im Wohnsitzkanton abgelegt, ist ein entsprechender Antrag notwendig – ausgenommen für Einwohner der Kantone Appenzell oder des Fürstentums Liechtenstein, da diese gar keine schiffbaren Gewässer haben.

Inhaber eines amtlichen Befähigungsnachweises eines Bodensee-Uferstaates, der nicht auf dem Bodensee Gültigkeit besitzt, können einmal pro Jahr ein Ferienpatent für den Zeitraum von einem Monat beantragen. Eine Aufteilung in mehrere Termine ist nicht möglich.